# Brian Knobbs
Brian Yandrisovitz (* 6. Mai 1964 in Allentown, Pennsylvania), besser bekannt als Brian Knobbs, ist ein amerikanischer Wrestler, der zusammen mit Jerry Sags die Nasty Boys, ein bekanntes Tag-Team der WWF bildete. Yandrisovitz ist ein guter Freund von Hulk Hogan und trat daher in dessen Reality Show Hogan Knows Best mehrfach auf. Brian Knobbs stand zuletzt bei Total Nonstop Action Wrestling (TNA) unter Vertrag.

## Karriere
Yandrisovitz begann seine Karriere 1985 in der AWA als The Masked Terrorist und schloss sich 1986 mit Jerome Saganovich (Jerry Sags) als Nasty Boys zusammen. Zwischen 1988 und 1990 gewannen sie bei Florida Championship Wrestling fünfmal die World Tag Team Championship. 1990 gingen sie zunächst zur NWA, wo die Nasty Boys eine erfolglose Fehde gegen Rick und Scott Steiner um die U.S. Tag Team Titles hatten.
Ein Jahr später bereits wechselten sie dann in die WWF, wo man ihnen Jimmy Hart als Manager zur Seite stellte. Bei Wrestlemania VII konnten die Nasty Boys der Hart Foundation die World Tag Team Championship abnehmen, verloren die Titel jedoch während einer Fehde wieder an die Road Warriors.
1993 gingen sie zurück zur WCW, wo sie Missy Hyatt als Managerin bekamen und den WCW World Tag Team Championship insgesamt dreimal erringen durften. Nachdem Sags sich verletzt hatte, versuchte Yandrisovitz sich als Einzelwrestler und fehdete mit Bam Bam Bigelow und Norman Smiley um den Hardcore Titel, welchen er ebenfalls dreimal erringen konnte. 2001 kehrte Jerry Sags zurück und die beiden ließen in der XWF die Nasty Boys noch einmal aufleben, bevor beide 2002 endgültig zurücktraten.
2010 kehrten die Nasty Boys wieder in den Ring zurück und waren einige Monate bei Total Nonstop Action Wrestling unter Vertrag.
Berüchtigt wurde er für den Pit Stop, bei dem sein Tag-Team Partner Sags das Gesicht eines Gegners in seiner Achselhöhle rieb.

## Erfolge

### World Championship Wrestling
- 3× WCW World Tag Team Champion (mit Jerry Sags)
- 3× WCW Hardcore Champion

### World Wrestling Federation
- 1× WWF World Tag Team Champion (mit Jerry Sags)

### American Wrestling Association
- 2× AWA Southern Tag Team Championship (mit Jerry Sags)

### Florida Championship Wrestling
- 5× NWA Florida Tag Team Championship (mit Jerry Sags)

### Xtreme Wrestling Federation
- 1× XWF Tag Team Champion (mit Jerry Sags)

### Sonstige
- 1× SAPC Tag Team Champion (mit Jerry Sags)
- 1× NAWA Tag Team Champion (mit Jerry Sags)
- 1× PWF Tag Team Champion (mit Jerry Sags)
- 1× YPW Heavyweight Champion